# One Vision (ракета)
One Vision — австралийская экспериментальная суборбитальная ракета, использующая гибридный ракетный двигатель G-70. Разработкой ракеты занималась австралийская компания Gilmour Space Technologies. 29 июля 2019 года была произведена единственная и неудачная попытка запуска: за 10 секунд до зажигания топлива произошло разрушение регулятора давления, которое привело к остановке запуска. В ходе расследования выяснилось, что к аварии привело нарушение схемы подключения датчиков давления гелия, что на фоне неконтролируемого роста давления в баке с окислителем привело к разрушению регулятора давления и полному разрушению ракеты. Авария произошла без человеческих жертв и значительных повреждений пусковой инфраструктуры.

## Предварительные испытания
В в конце 2017 — в начале 2018 года Gilmour Space Technologies проводила кратковременные прожиги двигателя G-70. В ходе испытаний была достигнута реактивная тяга 45 кН. В марте и мае 2018 года были проведены испытания на полную тягу. В ходе тестовых прожигов двигатель развил реактивную тягу 70 и 75 кН. Использование гибридного топлива позволило двигателю G-70 плавно регулировать тягу от 10 % до 100 %. 16 августа 2018 года во время 17-секундного испытания двигатель достиг мощности 80 кН. Стоимость разработки двигателя, включая испытания, составила менее 5 млн USD.
В феврале 2019 года ракета One Vision была впервые показана широкой публике. Кроме ракеты был представлен мобильный пусковой комплекс, который позволял производить запуски ракет из любой точки Австралии. Среди преимуществ указывались минимальные требования к местной инфраструктуре в районе запуска и высокая степень автоматизации связки «ракета — пусковой комплекс».

## Запуск
Полёт по программе One Vision был неожиданно отсрочен в связи с созданием Австралийского космического агентства, которое было создано в 2018 году. Все контролирующие органы не хотели лицензировать запуск ссылаясь на будущее агентство. В результате лицензию на запуск с задержкой в несколько месяцев выдало Управление безопасности гражданской авиации — это была последняя лицензия такого рода выданная не Австралийским космическим агентством.
Для испытания ракеты был выбран отдалённый район Австралии в местечке Мэрион-Даунс (23°19′24″ ю. ш. 139°16′42″ в. д.). Ближайший крупный населённый пункт Булия, Квинсленд. Ракета, мобильная пусковая установка, мобильный пункт управления запуском и весь персонал преодолели более 1800 км за три дня, что бы достичь полигона, где планировался запуск. Развёртывание стартового комплекса и подготовка ракеты заняли 36 часов.
29 июля 2019 года во время подготовки к запуску за 9 секунд до запуска двигателя произошла авария, приведшая к разрушению некоторых элементов ракеты. В ходе расследования происшествия выяснилось, что причиной аномалии стал дефект регулятора давления бака окислителя. Регулятор давления не смог поддерживать правильный профиль изменения давления, что привело к повреждению бака и самой ракеты. Топливный бак был разорван и верхняя часть ракеты отброшена от стартового устройства. Ракета полностью вышла из строя, но пожара не произошло. Регулятор был произведён сторонней компанией. Gilmour Space Technologies отмечали, что несмотря на повреждение бака и корпуса ракеты взрыв не произошёл из-за выбора гибридной технологии. Хотя запуск ракеты не состоялся, в ходе подготовки были проведены все операции, который подтвердили правильность выбранных технических решений: мобильная пусковая установка, комплекс управления, система безопасности — все элементы прошли испытание и показали хороший результат. Произошедшая аномалия позволила сработать системе безопасности, переведшей весь стартовый комплекс и топливную систему ракеты в безопасный режим.
После расследования аварии была выявлена последовательность событий, приведших к разрушению ракеты. При наземной подготовке запуска была отработана схема подключения проводки датчиков давления гелия. В ходе подключения непосредственно перед стартом схема была изменена. Причина изменения не была выявлена. В результате датчики были подключены таким образом, что выдавали характеристики давления с задержкой. Когда поступила команда на повышение давления в баке окислителя, датчики демонстрировали замедленную динамику вместо реальной. В результате в баке произошло критическое превышение давления, что привело к разрушению стенки по окружности бака.
По итогам расследования было разработано 15 рекомендаций, которые были предложены и учтены в реализации последующих проектов Gilmour Space Technologies.
31 июля 2019 года основатель компании Gilmour Space Technologies Адам Гилмор обратился к сотрудникам компании:
Мы разочарованы тем, что не выполнили миссию, но ракетная инженерия — это всё о тестировании, неудачах, обучении и перестройке. One Vision была ракетой для разработки и испытаний, и наши знания, полученные здесь, уже повлияли на многие особенности конструкции в нашей следующей ракеты … К звёздам.

## Технические характеристики ракеты One Vision
One Vision относится к ракетам с гибридным двигателем. В конструкции ракеты широко используются аддитивные технологии. Фирменное твёрдое топливо напечатано на 3-D принтере собственной конструкции. В качестве окислителя используется перекись водорода. Масса ракеты около 2 тонн, длина - 9 м. Реактивная тяга двигателя собственной разработки G-70 достигает 80 кН. Максимальная скорость ракеты 3,5 Маха. Максимальная высота полёта около 40 км.